# 白雲楼ホテル

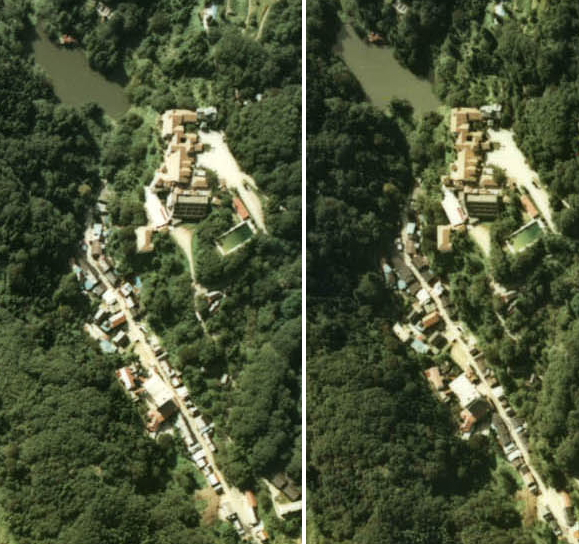
湯涌温泉街と白雲楼ホテル（右上の建物群）のステレオ空中写真（1977年）。上端に玉泉湖がある。写真上方が南。

白雲楼ホテル（はくうんろうホテル）は、石川県金沢市湯涌温泉にかつて存在した温泉ホテル。1932年（昭和7年）桜井兵五郎により開業した豪華なホテルで、70室の客室を持ち、かつては東洋一といわれていた。
GHQが保養施設として接収したり、吉田茂元首相が来館したり、昭和天皇・皇后が食事をとるなど栄華を極めたが1998年（平成10年）に倒産した。

## 歴史

### 営業中
- 1932年（昭和7年） - 開業。
- 戦後 GHQ将校の保養施設となる。
- 1946年（昭和21年） - 金沢市に疎開していた宮本三郎画伯にGHQが白雲楼ホテル食堂壁面に飾る壁画制作を依頼。
8月から創作を始め9月20日に引き渡された。
- 1997年（平成9年）6月12日 - 登録有形文化財に登録。
- 1998年（平成10年） - 営業停止。
白雲楼ホテルは経営難からあらかじめ営業終了日を決めていたが、電気料金滞納を理由として北陸電力が送電を停止したため、予定を繰り上げて営業を終了した。
同年5月には自己破産を申請していた[1]。
- 1999年（平成11年）2月15日 - 運営会社の日本観光が東京地方裁判所から破産宣告を受け、正式に倒産。負債総額は192億円であった[1]。

### 倒産後
- 1999年（平成11年） - 競売開始が決定。
- 2002年（平成14年）1月 - 最低売却価格が3億5980万円で開札-入札者なし。
- 2004年（平成16年）8月25日 - 最低売却価格8856万円で開札 - 入札者なし。
- 2005年（平成17年）5月25日 - 金沢地裁の競売で小倉商事が7391万円で落札
小倉商事は舞踊会場に活用することを目的に落札したが、湯涌地区は風俗営業店やカラオケボックスなどの出店を規制するまちづくり協定を金沢市と結んでおり敷地利用で金沢市や地元の意向を考慮してほしいという要望が出された。
- 2005年（平成17年）7月8日 - 小倉商事の社長が旧白雲楼ホテル権利を地元の協同組合に譲渡することを明らかにした[2]。
- 2005年（平成17年）11月15日 - 金沢市の調べで旧白雲楼ホテルが著しく老朽化していることが判明。
「登録有形文化財の登録を抹消したほうがよい」と指摘。
- 2005年（平成17年）12月30日 - 金沢市湯涌温泉観光事業協同組合等4団体が金沢市に安全対策などの支援を求めて旧白雲楼ホテルの建物と敷地を寄付することを申し出た[2]。
- 2006年（平成18年）1月12日 - 金沢市議会は旧白雲楼ホテルの受け入れを決定。
登録有形文化財の登録抹消後、更地にして旧江戸村と一体の整備をする方針。（旧江戸村はその後移築され金沢湯涌江戸村が開設された）
2006年（平成18年）5月から7月にかけて解体。
- 2006年（平成18年）11月29日 - この日をもって登録有形文化財の登録を抹消[3]。

## 特徴
北欧の様式と南欧の様式、日本の様式を巧みに織り交ぜた外観で本館玄関はフランク・ロイド・ライトの設計だったという。
内部も相川松瑞の大襖絵が描かれた大広間や、宮本三郎の壁画が描かれたダイニングルーム。日本照明学界最優秀賞を受賞した大浴場など豪華で、壁や欄干の一つ一つに至るまで凝っていた。このため登録有形文化財に登録されることとなった。
倒産後は、元の建築が美しかったため廃墟独特の美的価値が生じ、廃墟マニア達をひきつける存在になっていた。その一方で知名度が上昇するに従い、暴走族やホームレスなどが入り込んでは宴会や落書き、破壊行為や放火までするようになり、また、雪国においてメンテナンスを受けられなかったことから雪の重みなどで自然倒壊するなど荒廃は進んでいき、取り返しの付かない状態に至ったことから、市は保存を断念、文化財指定を解除し、解体を決定した。

## 舞台となった作品
- 花咲くいろは
2011年（平成23年）4月から同年9月までTOKYO MX、チバテレビ、テレ玉および東海・関西・北陸地方の日テレ系列局(ただし静岡第一テレビと福井放送除く)で放送されたテレビアニメ。作品の舞台となった「喜翆荘」のモデルとされており、湯涌観光協会が作品の舞台を訪ねる観光客に向けて往時の写真をパネルとして設置している[4]。